# Berthoud (Colorado)
Berthoud es un pueblo ubicado en los condados de Larimer y Weld en el estado estadounidense de Colorado. En el Censo de 2010 tenía una población de 5.105 habitantes y una densidad poblacional de 170,58 personas por km².

## Geografía
Berthoud se encuentra ubicado en las coordenadas 40°17′50″N 104°59′25″O / 40.29722, -104.99028. Según la Oficina del Censo de los Estados Unidos, Berthoud tiene una superficie total de 29.93 km², de la cual 29.6 km² corresponden a tierra firme y (1.09%) 0.33 km² es agua.

## Demografía
Según el censo de 2010, había 5.105 personas residiendo en Berthoud. La densidad de población era de 170,58 hab./km². De los 5.105 habitantes, Berthoud estaba compuesto por el 93.09% blancos, el 0.18% eran afroamericanos, el 0.94% eran amerindios, el 0.96% eran asiáticos, el 0.24% eran isleños del Pacífico, el 2.51% eran de otras razas y el 2.1% pertenecían a dos o más razas. Del total de la población el 8.6% eran hispanos o latinos de cualquier raza.